# Gashuha (vattendrag)
Gashuha är ett vattendrag i Burundi.   Det ligger i provinsen Muyinga, i den nordöstra delen av landet, 130 kilometer nordost om huvudstaden Bujumbura.
I omgivningarna runt Gashuha växer huvudsakligen savannskog. Runt Gashuha är det ganska tätbefolkat, med 96 invånare per kvadratkilometer.